# Georgia Engel
Georgia Bright Engel (Washington D.C., 28 juli 1948 - Princeton (New Jersey), 12 april 2019) was een Amerikaanse film- en televisieactrice. 
Ze werd het meest bekend voor haar rol Georgette Franklin Baxter in "The Mary Tyler Moore Show", waar ze zich in 1972 bij de cast voegde tot het einde van de show in 1977. Ze kreeg twee Emmy-nominaties voor de rol.
Na het einde van de serie ging ze samen met haar collega van Mary Tyler Moore, Betty White spelen in "The Betty White Show". Deze serie liep maar één seizoen. In 1980 speelde ze in nog een sitcom die geen lang leven beschoren was, Goodtime Girls.
Ze had een kleine rol in de serie Coach als Shirley Burleigh en in Everybody Loves Raymond als Pat MacDougall, de schoonmoeder van Robert Barone. Later speelde ze opnieuw samen met Betty White, dit keer in diverse afleveringen van Hot in Cleveland.
Engel trouwde nooit en kreeg ook geen kinderen.